# Поляковское
Поляковское (укр. Поляківське) — село в Путильской поселковой общине Вижницкого района Черновицкой области Украины.
До 2020 года входило в Путильский район
Население по переписи 2001 года составляло 174 человека. Почтовый индекс — 59100. Телефонный код — 3738. Код КОАТУУ — 7323581504.